# Henri Pigaillem
 (septembre 2013).
Si vous disposez d'ouvrages ou d'articles de référence ou si vous connaissez des sites web de qualité traitant du thème abordé ici, merci de compléter l'article en donnant les références utiles à sa vérifiabilité et en les liant à la section « Notes et références ».
Henri Pigaillem, né le 12 février 1958 à Perpignan, est un écrivain français.

## Biographie
Henri Pigaillem passe son enfance à La Rochelle jusqu'à l'âge de douze ans avant de s'installer à Paris avec sa famille.
En 1978, titulaire d'un baccalauréat littéraire, il entre à l'Université Paris X Nanterre pour suivre pendant trois ans des études d'histoire.
Après avoir effectué maints petits travaux, il est employé à la Bibliothèque nationale de France puis au musée des arts décoratifs de Paris. En 1993, en attendant de pouvoir vivre de sa plume, il passe avec succès un concours pour entrer au Musée du Louvre en tant qu'agent de surveillance.
En 1994, il est couronné par la Fondation Cino del Duca pour un recueil de nouvelles inédites qui paraîtra en 2005 sous le titre L'Incendie et autres rencontres historiques et avec une préface posthume de Marcel Jullian. Ce dernier qualifie ainsi le livre : « Fort, intense, divers, jamais anodin, vigoureux et spirituel, où le souffle, partout, l’emporte sur la documentation qui sous-tend chaque récit. »
En 1997, inspiré par de nombreux récits de chevalerie, il publie aux éditions Albin Michel son premier roman, Les Chevaliers du Christ, qui transporte le lecteur au temps des croisades et au siècle de Saint Louis.
En 2012 il raconte l'itinéraire de la famille des Guise.
En tant que biographe, ses ouvrages abordent surtout les grandes périodes de la Renaissance et du XVIIe siècle. Il a également écrit un recueil de poésies, intitulé Fantaisismes. Les textes de Fantaisismes (fusion des mots « fantasme » et « fantaisie ») lui ont souvent été inspirés par les tableaux exposés au Musée du Louvre.
Il collabore également à des magazines consacrés à l'histoire, tels que Historia, Actualité de l'histoire et Point de vue Histoire.

## Prix littéraires
- 1994 : Bourse Cino del Duca pour son recueil de nouvelles L'Incendie et autres rencontres historiques.
- 2000 : Bourse Poncetton de la Société des gens de lettres pour sa biographie de Stradivarius.
- 2004 : Prix Georges Goyau de l'Académie française.
- 2008 : Prix des Lauriers Verts de la biographie pour Anne de Bretagne (voir Prix littéraires Les Lauriers Verts).

## Ouvrages
Romans
- Les Chevaliers du Christ, 1997 (Albin Michel)
- Marie Bellefort la flibustière, 2001 (Albin Michel)
- Le Tapissier de Notre-Dame, 2002 (Editions du Rocher)
- La Lionne de Nantes, 2004 (Pygmalion)
- Les Récoltes de la Saint-Pardoux, 2005 (Pygmalion)
- Le Moulin de Chastreuil, 2007 (Cheminements)
- La Splendeur des Borgia, Tome I - La Pourpre et le Fer, 2011 (Télémaque)
- La Splendeur des Borgia, Tome II - Les Soupers du Vatican, 2011 (Télémaque)
- L'Obélisque de neige (préface de Patrick Poivre d'Arvor), 2011 (L'Archipel)
- Les plus beaux Noëls de l'Histoire, 2021 (Archipoche)

Biographies
- Stradivarius, 2001 (Zurfluh et, en 2012, Minerve (édition revue et augmentée))
- Marion de Lorme, la reine du Marais, 2004 (Les Trois Orangers)
- Le Docteur Guillotin, bienfaiteur de l'humanité, 2004 (Pygmalion)
- Le Prince Eugène, 2005 (Editions du Rocher)
- La Duchesse de Fontanges, 2005 (Pygmalion)
- Claude de France, 2006 (Pygmalion)
- Anne de Bretagne, 2008 (Pygmalion) et 2012 (Tallandier, collection Texto)
- Jeanne de France, 2009 (Pygmalion)
- Tallemant des Réaux, l'homme des Historiettes. Texte suivi d'Edipe, sa tragédie inédite (préface de Jean Mesnard), 2010 (Le Croît Vif)
- Les Guises, 2012 (Pygmalion)
- Les Hugo, 2013 (Pygmalion)
- Les Médicis, 2015 (Pygmalion)
- Catherine de Médicis, 2018 (Belin)

Essais
- La Bataille de Lépante, 2003 (Economica)
- Les Grandes Heures de l'abbaye de Saint-Benoît-sur-Loire, 2003 (Beauchêne)[4]
- Salamine et les guerres médiques, 2004 (Economica)
- Blenheim 1704, le Prince Eugène et Marlborough contre la France, 2004 (Economica)
- Petit dico insolite de la mort (Les pissenlits par la racine), 2007 (City éditions)
- Le petit dictionnaire des grandes phrases de l’Histoire, 2008 (City éditions)
- Petites histoires insolites de l’Histoire de France, Tome I, 2009 (City éditions)
- Petites histoires insolites de l’Histoire de France, Tome II, 2010 (City éditions)
- Dictionnaire des favorites, 2010 (Pygmalion)
- Histoires insolites du Louvre, 2012 (City éditions)
- Histoires insolites des morts célèbres et absurdes, 2012 (City éditions)[5]
- L'Histoire à la casserole (Dictionnaire historique de la gastronomie), 2013 (Télémaque) et 2015 (Gallimard, collection Folio)
- Au chevet de l'Histoire (Dictionnaire historique de la médecine), 2015 (Télémaque)
- Dans les draps de l'Histoire (Dictionnaire historique de la passion amoureuse), 2016 (Télémaque)
- La Bataille de Lépante (nouvelle édition revue et augmentée), 2017 (Economica)
- Dictionnaire;  encyclopédique des batailles de l'Antiquité à l'An 2000, 2019 (Economica)

Poésies et nouvelles
- L'Incendie et autres rencontres historiques (préface de Marcel Jullian), 2005 (Les Trois Orangers)
- Fantaisismes, 2006 (Les Trois Orangers)